# Alma Motzko
Alma Motzko (także Alma Motzko-Seitz; ur. 1 czerwca 1887 w Kierling, od 1954 część Klosterneuburga w Dolnej Austrii, zm. 22 listopada 1968 w Wiedniu) – austriacka działaczka samorządowa i społeczna, pierwsza kobieta w Radzie Miejskiej Wiednia.
Studiowała historię, geografię i filozofię na Uniwersytecie Wiedeńskim. W 1912 zdobyła doktorat z filozofii. Była sekretarzem generalnym Katolickiej Organizacji Kobiet Dolnej Austrii, prezydentką organizacji kobiet archidiecezji wiedeńskiej i wiceprezydentką organizacji kobiet katolickich Austrii. W 1918 pracowała w pierwszym w Europie ministerstwie polityki społecznej jako referentka ds. pracy kobiet, także po przekształceniu go w Państwowy Urząd ds. Socjalnych. W grudniu 1918 została wydelegowana przez Austriacką Partię Chrześcijańsko-Społeczną do tymczasowej Rady Miejskiej Wiednia. Zdobywała mandat do Rady we wszystkich wyborach od maja 1919 do 1934. Była jedyną kobietą w tym gremium przed likwidacją wiedeńskiego samorządu w 1934. Zasiadała w komitecie wykonawczym rady, a od 1920 w Senacie miasta. Sprzeciwiała się ograniczeniu dofinansowania szkół dla dziewcząt oraz zakazowi wstępowania w związki małżeńskie urzędniczek i nauczycielek. Udało się jej doprowadzić do dopuszczenia kobiet do stanowiska radczyń ds. ubogich. Po wojnie domowej od 1934 do 1938 odpowiadała w Radzie Miasta za sprawy oświatowe. Po zacieśnieniu kontroli nad organizacją kobiet archidiecezji wiedeńskiej przez kardynała Theodora Innitzera została w 1935 usunięta z jej kierownictwa. Od 1937 do 1938 kierowała referatem kobiecym organizacji Front Ojczyźniany. Po II wojnie światowej była wiceprzewodniczącą Austriackiego Ruchu Kobiet (ÖFB), wiceprzewodniczącą Austriackiego Związku Rodzin (od 1954 do 1958) i szefową wiedeńskiego stowarzyszenia opieki i zatrudnienia niewidomych. 
Była autorką książek Weg der Frau zu Recht und Geltung (1959), Über die Persönlichkeit der Frau (1962) i Leben, Welt und Gott (wydanie pośmiertne).
Jej imię nosi budynek przy Schwedenplatz w Wiedniu (Dr.-Alma-Motzko-Seitz-Hof).